# Ušće (Kraljevo)
Ušće (Servisch cyrillisch Ушће) is een plaats in de Servische gemeente Kraljevo. De plaats telt 2040 inwoners (2002).